# Sara Sandström
Sara Sandström (tidigare Sandström Nilsson), född 30 januari 1974 är en svensk konstvetare, fd. gallerist, numera verksamhetsledare för en kunglig kulturstiftelse. 

## Biografi
Sara Sandström var delägare i galleri Andersson/Sandström från 1998 till 2019 tillsammans med Stefan Andersson. Hon är sedan 2019 verksamhetsledare Prinsessan Estelles Kulturstiftelse. 
Sandström har bland annat suttit i styrelsen för Bildmuseet i Umeå och Statens Kulturråd. Hon har varit ordförande för Svenska Galleriförbundet, suttit i programrådet för Kulturentreprenörsprogrammet på Umeå Universitet, och varit sakkunnig i Kulturfonden för Sverige och Finland. Sedan 2021 är Sandström styrelseledamot i Uminova eXpression, en inkubator för kulturella och kreativa näringar. Sandström har en magisterexamen från Umeå universitet i litteratur- och konstvetenskap.
2024 utsågs Sara Sandström till hedersdoktor vid humanistiska fakulteten vid Umeå Universitet.

### Galleri Andersson/Sandström
Galleri Andersson/Sandström grundades 1980 i Umeå. Galleriet fokuserar på internationell samtidskonst och representerar både väletablerade namn och unga konstnärer. Galleriet har ett särskilt intresse för utomhusskulptur och offentliga uppdrag.
2005 grundade galleriet konstmässan Market i Stockholm. Galleriet har deltagit i konstmässor i Berlin, Bryssel, HongKong, Istanbul, Köpenhamn och Miami. Galleri Andersson/Sandström öppnade sin andra lokal i området Stockholm Gallery District i Vasastan i Stockholm 2008. Under sommaren 2012 flyttade galleriet till ett 500 kvadratmeter stort utrymme i samma stadsdel. I augusti 2015 öppnade galleriet ytterligare ett utställningsrum på 135 m² och år 2017 lade de till ett annat 180 m² showroom på Hudiksvallsgatan, vilket gjorde dem till Sveriges största galleri.
Galleri Andersson/Sandström har erhållit en mängd priser och utmärkelser, bl.a. ”Årets Företagare 2011” och ”Årets Exportföretag 2016”.   
Sedan 1994 har galleriet samarbetat med fastighetsbolaget Balticgruppen i Umeå för att arrangera en av Europas viktigaste skulpturparker, Umedalens skulpturpark och 2016 inleddes ett projekt tillsammans med Kungliga Djurgårdens Förvaltning där de presenterade sommarutställningar på Kungliga Djurgården i Stockholm. 2016 visades Tony Cragg, 2017 Eva Hild och 2018 ställde Jaume Plensa ut sina verk i storformat på Djurgården.  Skulpturprojektet drivs sedan 2019 i Prinsessan Estelles Kulturstiftelses regi.

### Prinsessan Estelles Kulturstiftelse
Prinsessan Estelles Kulturstiftelse bildades hösten 2019 på Kronprinsessparets initiativ och syftet är att främja kulturverksamhet i Sverige. Kronprinsessparet ville stödja svenskt kulturliv utifrån en övertygelse om att kultur är en nödvändighet för ett öppet och modernt samhälle och visa på långsiktiga ambitioner genom tillkomsten av Prinsessan Estelles Kulturstiftelse. H.K.H. Prins Daniel är en av ledamöterna i stiftelsens styrelse. 
Genom skulpturprojektet på Kungliga Djurgården vill stiftelsen tillgängliggöra samtidskonst till alla. Idén till skulpturprojektet föddes när Kronprinsessparet var beskyddare av Umeå, Europas Kulturhuvudstad 2014. De besökte då Umedalens skulpturpark vilket väckte ett intresse att skapa något liknande i Stockholm.       Första åren arrangerades utställningarna i samarbete med Galleri Andersson/Sandström och från 2019 ansvarar Prinsessan Estelles Kulturstiftelse och Sara Sandström för arbetet. Första utställningen arrangerades 2020 med konstnären Alice Aycock, och ett av verken, Hoop-La, förvärvades och är nu permanent placerad intill Folke Bernadottes bro.     Sedan 2021 fokuserar stiftelsen på att etablera en permanent skulpturpark i det 65 hektar stora Rosendalsområdet på Kungliga Djurgården. 2021 förvärvades den 8 meter höga skulpturen Life Rings av Elmgreen & Dragset, och 2022 fick Prinsessan Estelles Skulpturpark sitt tredje verk, Wind Sculpture in Bronze I av Yinka Shonibare CBE. I samband med nyförvärv erbjuds konstpedagogisk programverksamhet och 2022 samarbetade stiftelsen med 13 olika institutioner, inkl. Moderna Museet, Nationalmuseum, Liljevalchs, Magasin III, Konstfack, Etnografiska Museet, Tekniska museet och Handelshögskolan i Stockholm. 2023 års konstnär är Charlotte Gyllenhammar som skapat verket Osagd, den fjärde permanenta skulpturen i Prinsessan Estelles skulpturpark. År 2024 installerades det femte permanenta verket, Giuseppe Penones The Inner Flow of Life. Stiftelsen är icke-kommersiell och finansieras av privata donationer.